# Trossbod
Trossbodar kallades de små förrådsbyggnader, som från indelningsverkets införande fanns vid varje kompani av de roterade trupperna (dock inte i Skåne). Det ålog rotehållarna att bygga och underhålla trossbodarna, med användande av soldaterna som arbetskraft. Efter 1886 behövde trossbodarna inte längre underhållas, varför de undan för undan kunde avyttras.

## Användning
Trossbodar användes för förvarande av indelta arméns tross- och utredningspersedlar, i den mån de avlämnades av passevolantörerna.
I ett Kungl. brev den 27 februari 1821 stadgades, att nödiga magasinshus till uppläggande av proviantpersedlar skulle byggas på arméns mötesplatser. Under samma tak skulle också förvaras den utrustning som behövdes. Trossbodarna skulle anskaffas och underhållas dels av kronan, dels av rust- och rotehållarna.
I avseende på trossbodarnes inrättning fanns också särskilda föreskrifter, dels avseende byggnadssättet för att trygga husen mot råttor, dels att de skulle ha två våningar, för att kunna rymma såväl vagnar som andra persedlar för trossen, samt kunna lätt vädras med mera.